# Le Pâquier (Fribourg)
Le Pâquier (FR) is een gemeente en plaats in het Zwitserse kanton Fribourg, en maakt deel uit van het district Gruyère.
Le Pâquier (FR) telt 1.309 inwoners.